# Паєнчно
Паєнчно (пол. Pajęczno) — місто в південно-центральній Польщі, на річці Варта.
Адміністративний центр Паєнчанського повіту Лодзького воєводства.

## Демографія
Демографічна структура станом на 31 березня 2011 року:
|          | Загалом | Допрацездатний вік | Працездатний вік | Постпрацездатний вік |
| -------- | ------- | ------------------ | ---------------- | -------------------- |
| Чоловіки | 3347    | 625                | 2363             | 359                  |
| Жінки    | 3450    | 567                | 2085             | 798                  |
| Разом    | 6797    | 1192               | 4448             | 1157                 |